# Vestre Ringvej (Vrå)
 For alternative betydninger, se Vestre Ringvej. (Se også artikler, som begynder med Vestre Ringvej)
Vestre Ringvej  er en tosporet ringvej der går vest om Vrå.
Vejen er med til at lede den trafik der kommer syd for Vrå og skal af sekundærrute 593 mod Løkken og Aalborg samt Tårs bliver ledt vest om Vrå, så byen ikke bliver belastet af for meget gennemkørende trafik.
Vejen forbinder Sdr. Alle i syd med Vråvej i nord, og har forbindelse til Grundtvigsvej og H C Andersens Vej.